# Fernanda de Utrera

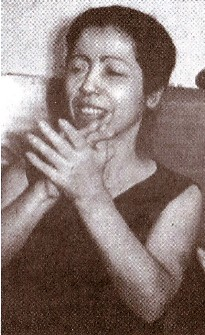
Fernanda de Utrera

Fernanda de Utrera, eigentlich Fernanda Jiménez Peña (* 9. Februar 1923 in Utrera, Provinz Sevilla; † 24. August 2006 ebenda), war eine spanische Flamenco-Sängerin. Sie galt als beste Interpretin der Soleá, einer Form des Flamenco.

## Leben
Die aus einer Gitano-Familie mit zahlreichen Flamenco-Künstlern stammende Fernanda Jiménez Peña lernte den Gesang bereits als Kind. In Zusammenarbeit mit ihrer vier Jahre jüngeren, 1927 geborenen und 2009 verstorbenen Schwester Bernarda de Utrera (eigentlich Bernada Jiménez Peña), einer ebenfalls hervorragenden Flamencosängerin, machte sie sich im Duo Fernanda y Bernarda de Utrera einen Namen und wurde von Antonio Mairena gefördert.
In dem Spielfilm Duende y misterio del flamenco (Flamenco) aus dem Jahre 1952 gab sie ihr Filmdebüt. Der Film erhielt eine Nominierung für die Goldene Palme bei den Internationalen Filmfestspielen von Cannes 1953.
Im Jahr 1956 trat sie mit ihrer Schwester beim Concurso Nacional de Cante jondo auf.
Sie litt in ihren letzten Jahren an der Alzheimerschen Krankheit und starb an einem Kreislaufstillstand.

## Preise und Auszeichnungen
- 1957 Nationaler Flamenco-Kunstwettbewerb in Córdoba
- 1966 Wettbewerb in Mairena del Alcor
- 1967 Nationaler Gesangspreis der Flamenco-Lehrer
- 1989 Cante Rhythm
- 1998 Auszeichnung für ihr Lebenswerk beim Gesangsfestival in Gazpacho de Morón

## Diskographie
- 1959 Sevilla, cuna del cante
- 1966 El flamenco de Manuela Vargas
- 1967 Festival de Cante Jondo Antonio Mairena
- 1970 El cante de Fernanda y Bernarda de Utrera
- 1973 Potaje Gitano en Utrera
- 1974 Fiesta en Utrera

## Filmografie
- 1971: La Novicia rebelde
- 1987: La casa de Bernarda Alba
- 1993: Kika
- 1995: Flamenco von Carlos Saura
- 1999: Bin ich schön?